# メデラン

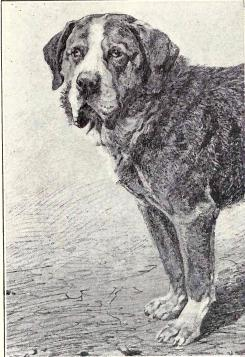
メデラン

メデラン（露: Меделян, Меделянская собака, Меделянка, 英: Medelan）は、絶滅した犬種の一つ。ロシア原産でクマ狩りに使用された。

## 歴史
モロサス犬の系統に属する。この犬種の存在した証拠は15世紀・ヴァシーリー2世の治世にすでにある。歴代のロシア皇帝により、主にクマ狩り用の猟犬として飼育されていた。夏は藪の中のクマを追い、冬は冬眠中のクマを巣から追い出した。
1860年代にクマ狩りが禁止されると、メデランは衰退していく。19世紀の後半になると個体数は急速に減少し始め、20世紀の初めまでには皇帝の狩猟の場所であるガッチナで数頭が飼育されるのみとなった。歴代皇帝の中でも最後の皇帝、ニコライ2世に気に入られていて、ガッチナ宮殿で飼育されていた。
歴代の皇帝によって大切に保護されていたメデランではあったが、ロシア革命によって皇帝が失脚・処刑されると全てのメデランが主人と運命を共にし、絶滅した。

## 特徴
メデランの姿を映した写真はとても数が少ない。残された資料と写真をもとにその姿を描写すると、モロサスタイプ（マスティフタイプ）の犬種で体高がとても高い。筋骨隆々の骨太でがっしりした体つきで、非常に力が強い。頭部は大きく、目は小さく眼光が鋭い。マズルは太く短く、上唇はグレート・デーンのように少し長く垂れている。耳は本来三角形の大きい垂れ耳だが、皇帝の飼い犬である威厳と畏怖の念を強調するため、断耳して立たせる事もあった。頸部や脚、指は太く、脚は長めである。皮膚は引っ張るとよく伸びるが、これはクマや犬などと戦うとき、噛まれたり引っかかれたりしても怪我を深く負わないようにし、食いつかれても身をよじって攻撃から抜け出す事が出来、大切な役割を果たす。コートはスムースコートで、毛色はブラック、ブリンドル、フォーン、グレーなどの単色とそれの胸にホワイトのパッチが入ったものなど。体高については「仔犬の頃にほぼグレート・デーンと同じくらいのサイズに達し、成犬になると仔牛ほどの大きさにもなる」ともいわれている。推定体高は80～90cm、推定体重は65～85kg。
実際に戦場で使われた犬の最後の子孫とも言われる。武器なしに人を殺すことができ、9歳の子供が1分もかからずに八つ裂きにされたという記録が残っている。